# Excoecaria acuminata
Excoecaria acuminata là một loài thực vật có hoa trong họ Đại kích. Loài này được Gillespie mô tả khoa học đầu tiên năm 1932.